# حضيض شمسي

يكون الكوكب في الحضيض عند النقطة 2.

الحَضِيض الشمسي أو نقطة الرأس (بالإنجليزية: Perihelion)‏ هو أقرب نقطة يكون فيها الكوكب من الشمس، ويتسارع الكوكب أثناء اقترابه من نقطة الحضيض، وبعدها يبدأ بالتباطؤ.
وعموماً فإن نقطة الحضيض غير ثابتة فهي تتحرك قليلاً مع كل دورة بما يسمى بدارية ، وعادة ما تكون البدارية نتيجة تأثير كواكب الآخرى على الكوكب. ويؤدي هذا التغير الطفيف مع كل دورة إلى دوران الحضيض نفسه حول الشمس.
ويتمكن الفلكيون أثناء المتابعة من حساب مقدار التغيير في الحضيض، وهو الطريقة التي تم من خلالها اكتشاف بعض الكواكب قبل رؤيتها. فعندما تم قياس حضيض أحد الكواكب تبين أنه يتغير بأكثر مما يفترض، مما يعني أنه يتأثر بجاذبية كوكب ما قريب لكن غير معروف. فبدأ الفلكيون والهواة يسبرون السماء طوال سنوات بحثاً عن ذلك الكوكب، حتى عثروا عليه، لكنهم ما كادوا ينتهون من قياس حضيضه فتبين أنه هو الآخر أيضاً يتاثر بجاذبية كوكب آخر غير معروف، واستمروا بالبحث عن هذا الأخير حتى عثروا عليه.